# Los Angeles WCT
Lo Los Angeles WCT è stato un torneo di tennis facente parte del World Championship Tennis giocato nel 1982 a Los Angeles negli USA su campi in sintetico indoor.

## Albo d'oro

### Singolare
| Anno | Vincitore  | Finalista    | Punteggio     |
| ---- | ---------- | ------------ | ------------- |
| 1982 | Ivan Lendl | Kevin Curren | 7–6, 7–5, 6–1 |

### Doppio
| Anno | Vincitori                 | Finalisti                | Punteggio     |
| ---- | ------------------------- | ------------------------ | ------------- |
| 1982 | Kevin Curren Hank Pfister | Andy Andrews Drew Gitlin | 4–6, 6–2, 7–5 |